# Elecciones presidenciales de Colombia de 1974
El domingo 21 de abril de 1974 se realizaron en Colombia las votaciones para elegir Presidente de la República, resultando elegido el candidato Alfonso López Michelsen, del Partido Liberal Colombiano.
El proceso electoral se caracterizó por la participación de otros movimientos y el fin del Frente Nacional.
Como peculiaridad es importante hacer mención de que participaron tres hijos de expresidentes; Alfonso López Michelsen (hijo de Alfonso López Pumarejo [1934 - 1938] y [1942 - 1954]), Álvaro Gómez Hurtado (hijo de Laureano Gómez [1950 - 1951]) y María Eugenia Rojas (hija del general Gustavo Rojas Pinilla [1953 - 1957]). Adicionalmente se enfrentaron dos rivales históricosː la familia Rojas y la familia Gómez, ya que Gustavo Rojas derrocó a Laureano Gómez, el 13 de junio de 1953.

## Candidaturas y antecedentes

### Partido Liberal
En el liberalismo se generó una división entre el director del partido, el expresidente Carlos Lleras Restrepo, primo del expresidente Alberto Lleras; y el exembajador en Estados Unidos, Alfonso López Michelsen, hijo del expresidente López Pumarejo.
El 4 de abril de 1973, el expresidente Lleras envió una carta a su esposa Cecilia de la Fuente, donde expresaba su deseo de lanzar su candidatura presidencial para 4 años más de mandato, donde además proponía la prórroga del Frente Nacional por 8 años más, hasta 1982. La carta se conoció como Carta de Bruselas, y generó un escándalo nacional, porque tanto conservadores como el sector mayoritario del liberalismo se opusieron.

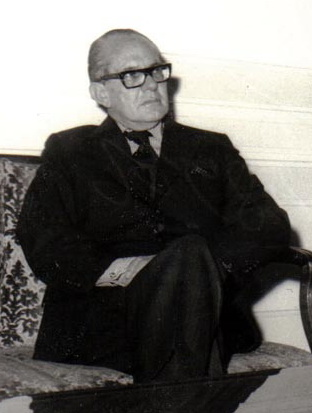
López en 1974.

La carta rompió la trémula tregua pactada entre Lleras y López, por la cual este último había regresado al oficialismo liberal, luego de ser el máximo opositor del Frente Nacional en los años 60. Para no dividir el partido, López postuló la candidatura del embajador en Londres Julio César Turbay, y más adelante la del exalcalde de Bogotá Virgilio Barco, misma que nunca despegó.
Ante ese panorama, López se puso a la cabeza del movimiento antillerista, y terminó siendo elegido candidato único del liberalismo a las elecciones de 1974, que según sus cercanos era la opción que esperaba el propio López a su regreso al liberalismo en 1969. Su elección se dio el 30 de junio de 1973, con 162 votos a favor y 88 en contra.
Se presentó a las urnas como el candidato del "Mandato Claro", y con el llamativo apodo de "El Pollo López", apodo que le puso su amigo Rafael Escalona, quien el compuso la canción "López es el pollo", himno oficial de su campaña. De hecho, fue tan popular que en la prensa se le llamba "El gallo liberal", y apareció un eslogan donde sostenía uno de estos animales.

### Partido Conservador
El Partido Conservador llevaba años dividido en dos facciones principalesː El ospinismo, de corte moderado, liderado por el expresidente Mariano Ospina Pérez, quien tenía entre sus adeptos más cercanos al presidente en ejercicio Misael Pastrana Borrero (que desde 1976 se conoció como pastranismo u ospinismo-pastranismo), y el laureanismo-alvarismo de corte radical, cuyo líder natural era el senador Álvaro Gómez Hurtado, hijo del expresidente Laureano Gómez Castro.
Un tercer sector, estaba liderado por el congresista antioqueño Javier Emilio Valderrama, que se conoció como progresismo, que no era relevante políticamente. Sin embargo, pese a las divisiones, la convención conservadora de 1973 decidió elegir como candidato presidencial del partido a Álvaro Gómez Hurtado, con el beneplácito del expresidente Ospina que esperaba se diera continuidad a la obra de su pupilo Pastrana, y esto gracias en parte al apoyo que le dio la senadora Bertha Hernández de Ospina, la esposa del expresidente Ospina. Fue la primera candidatura presidencial de Gómez, quien se presentó como el candidato de la seguridad.

### Alianza Nacional Popular
La Alianza Nacional Popular (ANAPO), liderada por el expresidente Gustavo Rojas Pinilla anunció la candidatura de su hija María Eugenia Rojas, en una convención del partido celebrada en el Capitolio Nacional, en agosto de 1973.Se preveía inicialmente que Rojas Pinilla iba a lanzar su segunda candidatura presidencial, pero su estado de salud era débil, pues ya contaba con 74 años, y se decidió que la persona más idónea para tomar su lugar era María Eugenia, su hija. Así Rojas se convirtió en la primera mujer candidata a la presidencia de la historia de Colombia.
Un revés sufrido por la ANAPO fue el accionar del recién fundado Movimiento 19 de abril (M-19), siendo un sedicente brazo armado decidido aun a protestar por el presunto fraude ocurrido en las elecciones de 1970, donde Rojas al parecer habría sufrido fraude electoral. Sin embargo, la gestión de María Eugenia, que no recibió el apoyo que antaño recibió su padre, situación que fue socavando poco a poco el partido, y llegaron debilitados a la contienda electoral.
Sin embargo, la candidatura de Rojas recibió mucha visibilidad internacional, por tratarse de la primera candidatura presidencial de una mujer en Colombia.

### Otras candidaturas
La Unión Nacional de Oposición (U.N.O.), grupo integrado por el MOIR, militantes comunistas, ex anapistas que conformaron el Movimiento Amplio Colombiano e independientes, anunció la candidatura de Hernando Echeverri Mejía, en un intento de esas colectividades por participar del sistema electoral.
Hermes Duarte Arias, se lanzó como candidato del grupo conservador independiente denominado Partido Demócrata Cristiano.

## Candidatos
La siguiente es la lista de candidatos con representación en el Congreso (por orden alfabético).
| Candidato | Candidato | Candidato                                                                      | Formación | Cargos públicos |
| --------- | --------- | ------------------------------------------------------------------------------ | --------- | --- |
|           |           | Alfonso López Michelsen 60 años Lema: López es la esperanza / El mandato claro | Abogado   | - Representante a la Cámara (1960-1962) - Senador de la República (1962-1967) - Gobernador del Cesar (1967-1968) - Ministro de Relaciones Exteriores (1968-1970)                  |
|           |           | Álvaro Gómez Hurtado 54 años                                                   | Abogado   | - Concejal de Engativá (1941) - Representante a la Cámara (1945-1951) - Embajador ante Suiza (1947) - Senador de la República (1951-1953; 1958-1970) - Embajador en Italia (1953) |
|           |           | María Eugenia Rojas 41 años                                                    |           | - Secretaria Nacional de Asistencia Social (1954-1957) - Representante a la Cámara (1962-1966) - Senadora de la República (1966-1974)                                             |
|           |           | Hernando Echeverri Mejía 54 años UNO                                           | Médico    | - Concejal de Rionegro - Concejal de Medellín - Senador de la República (1970-1974)                                                                                               |

## Resultados
| Candidato a presidente   | Partido o movimiento        | Votos     |
| ------------------------ | --------------------------- | --------- |
| Alfonso López Michelsen  | Partido Liberal             | 2,929.719 |
| Álvaro Gómez Hurtado     | Partido Conservador         | 1,634.879 |
| María Eugenia Rojas      | ANAPO                       | 492.166   |
| Hernando Echeverri Mejía | Unión Nacional de Oposición | 137.054   |
| Hermes Duarte Arias      | Partido Demócrata Cristiano | 5.718     |
| Votos en blanco          | Votos en blanco             | 6.722     |
| Total votos válidos      | Total votos válidos         | 5'199.542 |
| Votos nulos              | Votos nulos                 | 5.869     |
| Total de votantes        | Total de votantes           | 5'212.133 |

### Por Departamento
| Amazonas           | 1 996   | 73.32% | 462     | 16.97% | 244    | 8.96%  |
| Antioquia          | 289 505 | 50.03% | 211 549 | 36.55% | 59 258 | 10.25% |
| Arauca             | 12 103  | 83.48% | 1 854   | 12.78% | 479    | 3.30%  |
| Atlántico          | 131 589 | 58.41% | 49 464  | 21.95% | 39 279 | 17.48% |
| Bolívar            | 128 281 | 64.17% | 58 059  | 29.19% | 10 906 | 5.48%  |
| Boyacá             | 106 138 | 43.19% | 105 888 | 43.09% | 30 515 | 12.43% |
| Caldas             | 71 896  | 43.44% | 73 915  | 44.66% | 16 740 | 10.12% |
| Cauca              | 103 627 | 62.30% | 55 533  | 33.39% | 5 466  | 3.28%  |
| Cesar              | 62 912  | 62.16% | 28 264  | 27.92% | 8 290  | 8.19%  |
| Córdoba            | 118 082 | 63.36% | 60 392  | 32.40% | 6 311  | 3.38%  |
| Consulados         | 18 427  | 72.49% | 4 875   | 19.17% | 1 636  | 6.46%  |
| Cundinamarca       | 561 097 | 60.63% | 222 654 | 24.06% | 93 512 | 10.12% |
| Chocó              | 40 087  | 78.24% | 10 466  | 20.42% | 529    | 1.03%  |
| Huila              | 59 781  | 47.92% | 50 843  | 40.76% | 12 072 | 9.68%  |
| La Guajira         | 32 339  | 50.48% | 26 060  | 40.68% | 5 466  | 8.54%  |
| Magdalena          | 101 277 | 66.97% | 38 133  | 25.21% | 10 758 | 7.12%  |
| Meta               | 35 914  | 57.78% | 14 572  | 23.44% | 5 862  | 9.43%  |
| Nariño             | 95 135  | 45.83% | 99 593  | 47.98% | 10 349 | 4.98%  |
| Norte de Santander | 76 623  | 41.10% | 86 362  | 46.33% | 20 592 | 11.05% |
| Quindío            | 56 660  | 64.24% | 21 536  | 24.41% | 5 989  | 6.80%  |
| Risaralda          | 60 326  | 54.29% | 33 679  | 30.31% | 14 922 | 13.44% |
| Santander          | 168 262 | 51.59% | 110 651 | 33.92% | 35 382 | 10.85% |
| Sucre              | 68 452  | 66.54% | 31 101  | 30.23% | 2 582  | 2.51%  |
| Tolima             | 164 978 | 62.66% | 72 172  | 27.41% | 16 255 | 6.17%  |
| Valle del Cauca    | 308 446 | 56.47% | 145 938 | 26.71% | 72 964 | 13.37% |
| Fuente: El Tiempo  |         |        |         |        |        |        |